# Emilia Mernes
Emilia Mernes, nata María Emilia Mernes Rueda e nota semplicemente come Emilia (Nogoyá, 29 ottobre 1996), è una cantautrice, attrice e modella argentina.

## Biografia

### Primi anni

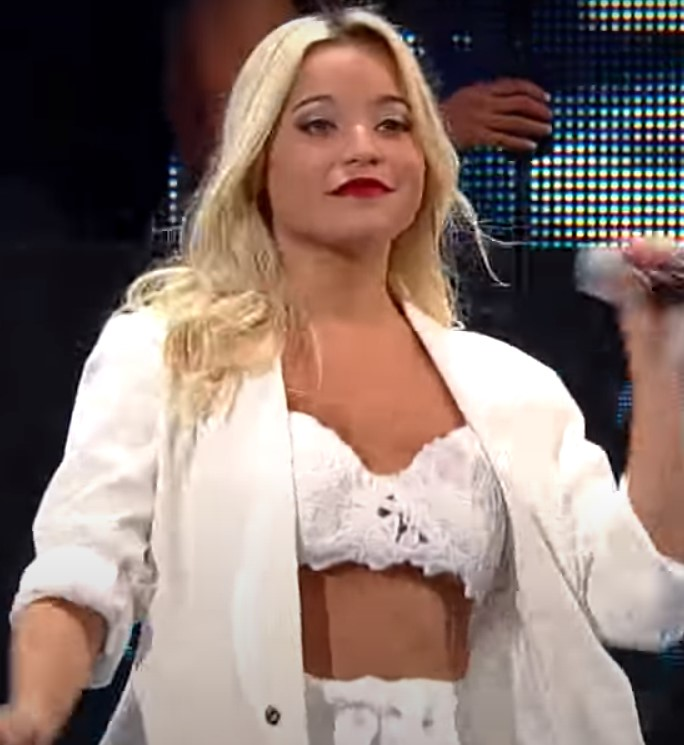
Emilia nel 2017

Nata nel 1996 a Nogoyá, nella provincia di Entre Ríos in Argentina, Emilia fin da piccola si è interessata alla musica ma ha iniziato a essere più coinvolta all'età di dodici anni, quando suo nonno le ha regalato la sua prima chitarra. Ha terminato gli studi secondari al Colegio del Huerto nella sua città natale. Nel 2016 ha iniziato a studiare Lettere presso l'Università Nazionale di Rosario, ma sei mesi dopo ha deciso di abbandonare gli studi per iniziare a studiare musica nella stessa università.

### 2016-2019: inizi, Rombai e carriera da solista

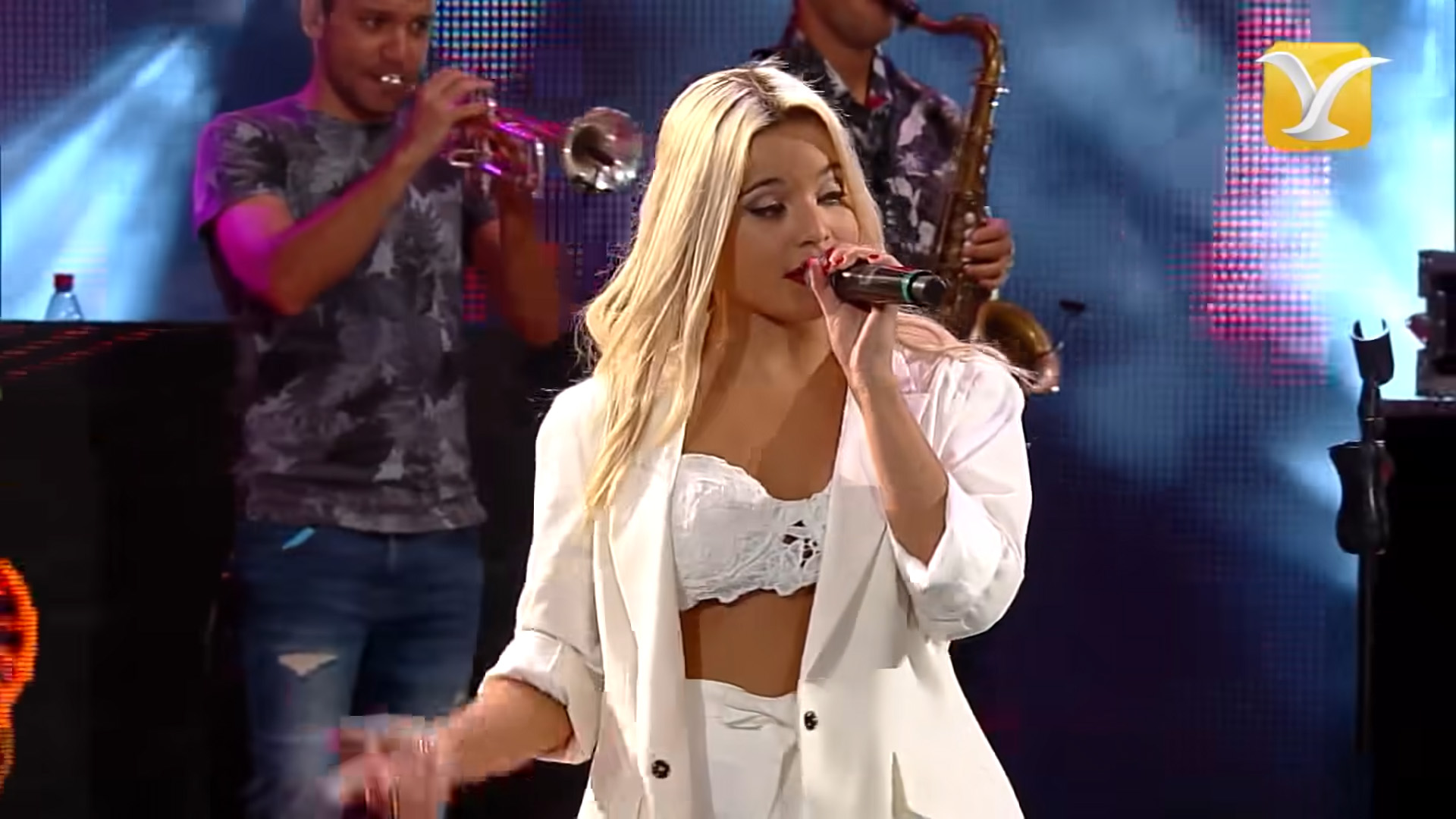
Emilia mentre si esibisce con i Rombai al Festival Internacional de la Canción de Viña del Mar 2017

Nel 2016 è salita alla ribalta come cantante della band uruguaiana di cumbia pop Rombai. Dal 2016 al 2018 il gruppo si è esibito su alcuni dei palcoscenici più importanti dell'America Latina, fino a quando Emilia ha annunciato la sua uscita dal gruppo per concentrarsi sulla sua carriera da solista. Come cantante principale della band, insieme a Fer Vázquez, pubblicarono i singoli Cuando se pone a bailar, Sentí el Sabor, Una y Otra Vez, Besarte e Que Rico Baila. Nel 2018 ha deciso di abbandonare il gruppo per intraprendere la carriera da solista per poi trasferirsi a Miami.
Oltre alle sue molteplici sfaccettature artistiche compone canzoni anche per altri artisti e come compositrice ha scritto, insieme ad altri compositori, Bloqueo, interpretato da Lele Pons e Fuego, uscito nel febbraio 2019.

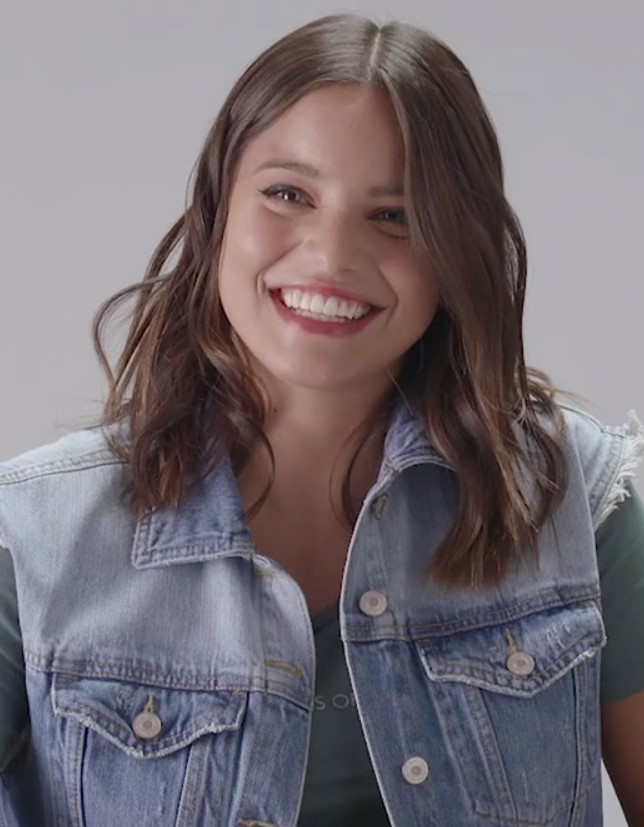
Emilia nel 2019

Nel 2019, dopo aver firmato un contratto con WK Entertainment e Sony Music, ha pubblicato il suo primo singolo Recalienta. Nel maggio dello stesso anno ha partecipato al singolo El chisme di Ana Mena, insieme a Nio García. A settembre ha pubblicato, insieme a Darell, No soy yo. Nel mese successivo, ha eseguito quest'ultimo singolo ai Latin American Music Award. A novembre ha collaborato al brano Boomshakalaka con Dimitri Vegas & Like Mike, Afro Bros, Sebastián Yatra e Camilo.

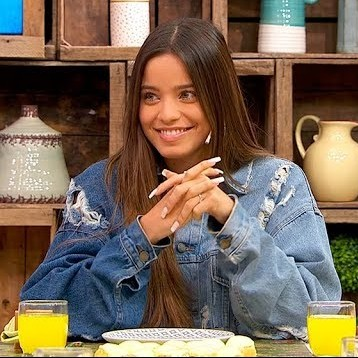
Emilia a Montevideo nel 2019

Alla fine del 2019 ha pubblicato il suo terzo singolo, Billion, un inno femminile che chiarisce che il suo amore non può essere comprato con oggetti materiali.
Nel gennaio 2020 ha pubblicato il singolo Policía. Nel marzo dello stesso anno ha collaborato con Mýa al singolo Histeriqueo, accompagnata da un video, registrato a Miami e diretto da Martin Seipel. Successivamente ha pubblicato il brano No más, che è stato presentato per la prima volta a febbraio tramite Vevo DSCVR. Ad agosto ha presentato Já étardo (No más), la versione remix con la cantante brasiliana Bianca e il produttore Cabrera.

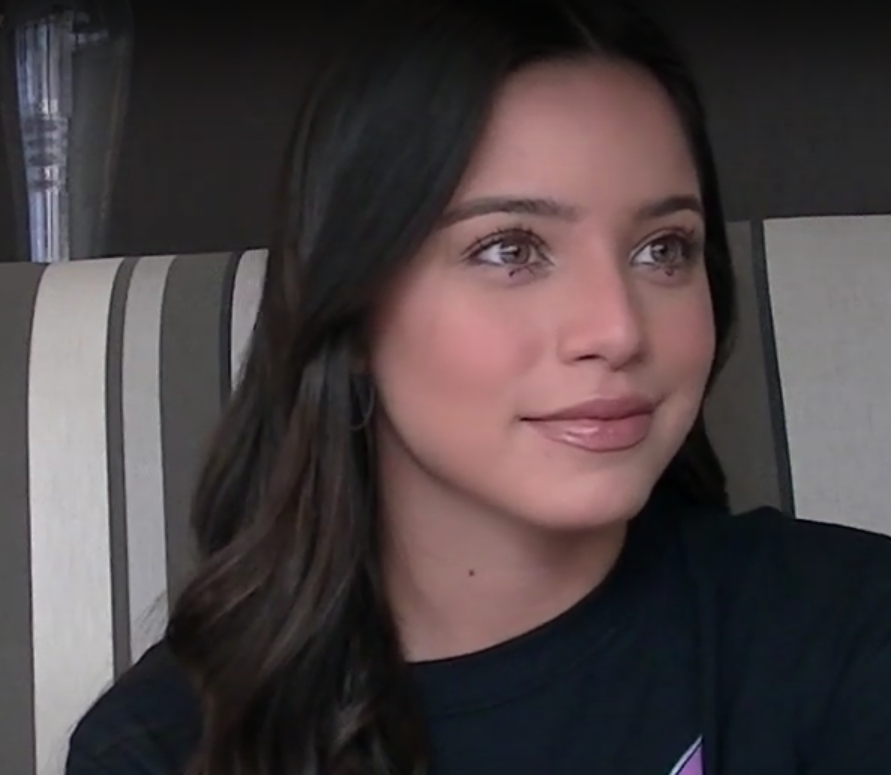
Emilia nel 2020

Nel mese di ottobre del 2020 ha pubblicato il singolo Bendión, in collaborazione con il cantante portoricano Alex Rose. Il brano ha raggiunto la prima posizione su Monitor Latino, in diversi paesi dell'America centrale, Cile, Bolivia e Paraguay. A novembre ha collaborato con FMK ed Estani al brano Esta noche, in produzione con Big One.

### 2021-2022:¿Tú crees en mí?
Nel gennaio 2021, ha ricevuto una nomination come artista femminile rivoluzionaria ai Premio Lo Nuestro. Ad aprile si è esibita ai Latin American Music Award con Alex Rose sulle note del brano Bendión. A maggio ha pubblicato il singolo Perreito Savage, in collaborazione con il cantante panamense Boza. A luglio ha pubblicato il brano Como si no importara, in collaborazione con il cantante trap argentino Duki. Il brano è stato il primo a raggiungere la top ten in Argentina, raggiungendo la terza posizione, e la prima a classificarsi nella Billboard Global Excl, negli Stati Uniti, al numero 126. Successivamente è stato certificato multi-platino dalla Camera argentina dei produttori di fonogrammi e videogrammi (CAPIF) e dalla Camera uruguaiana dei produttori di fonogrammi e videogrammi (CUD), e oro dalla Recording Industry Association of America (RIAA). A fine settembre è uscito Rápido Lento, in duetto con Tiago PZK, che ha successivamente raggiunto il secondo posto in Argentina. Tra novembre e dicembre ha pubblicato i singoli indipendenti BB, la sua seconda collaborazione con Mýa e De enero a diciembre con Rusherking. Entrambi i brani hanno raggiunto la top ten in Argentina.
Il terzo singolo estratto dall'album Cuatro veinte, è stato pubblicato il 24 marzo 2022. Ha annunciato il suo album di debutto in studio, ¿Tú cries en mí? il 23 maggio, insieme alla copertina, all'elenco dei brani e alla data di uscita ufficiale, il 31 maggio. Il singolo Intossiciao, con Nicki Nicole, è stato rilasciato un giorno prima dell'uscita dell'album ¿Tú crees en mí?, è stato certificato disco di platino dalla Camera Argentina dei Produttori di Fonogrammi e Videogrammi (CAPIF) e ha raggiunto la top 50 in Spagna. Alla fine del 2022, Emilia ha pubblicato i singoli indipendenti nella top 40 La Chain e Underground. Nell'anno ha partecipato anche a cinque singoli: Esto Recién Empieza, con il rapper Duki, Diva con Princess Nokia, Q-Lito con Sael, Vamos con Aitana e Ptazeta e El Piano con Rusherking e L-Ghent.

### 2023-presente:MP3
Ha iniziato il 2023 pubblicando il singolo En la intimidad, insieme a Callejero Fino e Big One, che ha raggiunto il la prima posizione della Argentina Hot 100 e vi è rimasto per sette settimane. Ha raggiunto la top 20 anche in Bolivia, Paraguay e Uruguay, ed è stato il primo brano a entrare nella classifica Billboard Global 200. Nello stesso mese ha partecipato ad altri due brani: la versione remixata di Uno los dos di Miranda! e Tu recuerdo con Wisin e Lyanno.
Tra marzo e maggio ha iniziato a pubblicare le anteprime del suo secondo album in studio, con elementi caratteristici degli anni 2000. Il 30 marzo ha pubblicato Jagger, un brano dance pop con elementi di pop urbano e hip hop. Il 3 maggio ha pubblicato, in collaborazione con Ludmilla, No se ve, una canzone funk di Rio. Entrambi i brani sono riusciti a raggiungere la top ten in Argentina. Il 1º giugno è stato pubblicato il brano Los del Espacio, del gruppo omonimo, a cui ha partecipato insieme a Lit Killah, Tiago PZK, María Becerra, Duki, Rusherking, Big One e FMK. La collaborazione è stata in cima alla classifica Argentina Hot 100 di Billboard per tre settimane consecutive. Il 15 giugno ha pubblicato Guerrero, il terzo singolo estratto dal suo album, una ballata omaggio a suo padre. Il mese successivo è uscita la collaborazione con FMK intitolata Salgo a Bailar, un brano argentino di cumbia e reggaeton con testi su una storia di separazione e difficoltà nel dimenticare qualcuno. Il 7 settembre ha pubblicato il brano GTA fu pubblicato come quarto singolo estratto dal loro secondo album in studio. Il brano raggiunse la seconda posizione in Argentina, unendosi a Cuatro venti come posizione più alta, nella classifica Argentina Hot 100 di Billboard, con un singolo solista.
Il secondo album in studio MP3, è stato rilasciato il 3 novembre, dopo l'immediata pubblicazione del quinto singolo dell'album La original con Tini. Il brano debuttato nella prima posizione della Argentina Hot 100 ed è stato in cima alla classifica per sette settimane, che ha anche raggiunto la terza posizione nella classifica Latin Pop Airplay di Billboard, diventando il brano con il punteggio più alto nella lista.
Il 5 gennaio 2024 ha partecipato al remix di Una foto del rapper uruguaiano Mesita insieme a Nicki Nicole e Tiago PZK. Il remix ha raggiunto la prima posizione nella classifica Argentina Hot 100. L'11 gennaio ha pubblicato, in collaborazione con Nathy Peluso, Jet set, come sesto e ultimo singolo dell'album MP3. Il brano ha raggiunto il numero 30 della Argentina Hot 100. Il 14 febbraio, in commemorazione di San Valentino, ha pubblicato Tú y yo con Khea. Per presentare l'album MP3, ha intrapreso il mp3 Tour, iniziato il 6 aprile a Buenos Aires, in Argentina, e si concluderà il 13 ottobre nella stessa città. Il 23 maggio è uscito il brano Perdonarte ¿para qué?, in collaborazione con la nota band messicana Los Ángeles Azules. Nell'agosto del 2024 ha collaborato nuovamente con Ana Mena al singolo Carita triste, che ha poi raggiunto la sesta posizione della classifica PROMUSICAE e guadagnato il disco di platino.

## Altre attività

### Attrice
Ha iniziato la sua carriera di attrice nel 2021 con la partecipazione alla serie Disney+ Intrecci del passato (Entrelazados), dove ha fatto parte del cast principale della prima stagione nel ruolo di Sofía Lasso.

### Modella

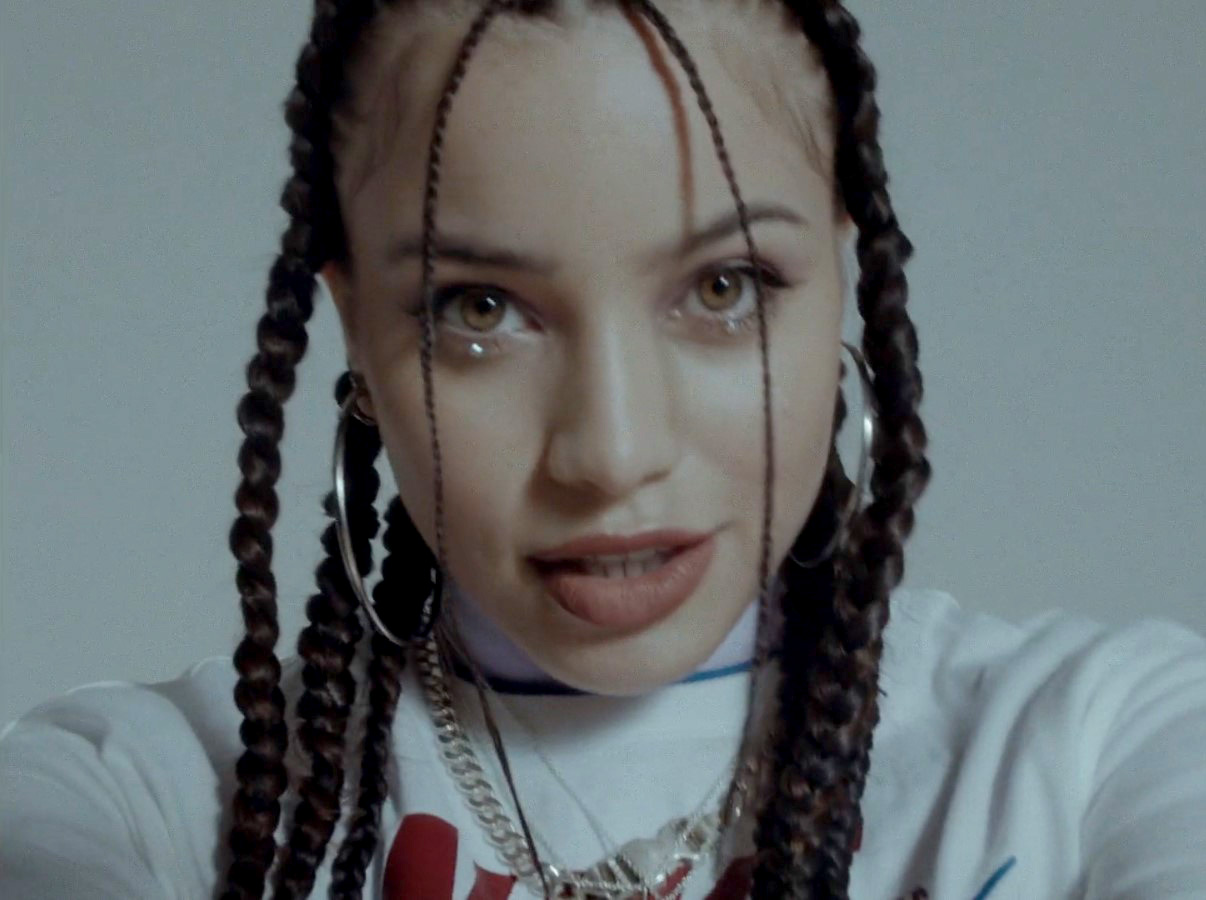
Emilia nel 2022 in qualità di ambasciatrice del marchio NikeWomen

È stata portavoce di numerosi marchi, indipendentemente o con i suoi compagni di band Rombai. Il suo primo spot pubblicitario è stato nel 2012, per il marchio di moda giovanile 47 Street, dove ha partecipato e ha vinto al concorso 47 You Search del marchio femminile. Emilia ha gareggiato contro 20.000 candidati e il suo volto è apparso nelle campagne del marchio di abbigliamento per adolescenti in Argentina. Nel 2017, come membri di Rombai insieme a Fer Vázquez, hanno collaborato con la multinazionale Coca-Cola e hanno pubblicato una canzone per il marchio, Sentí el sabor. La stessa promozione è stata presentata ai concerti esclusivi di Coca Cola For Me in Argentina, Paraguay e Uruguay. Nel 2018 ha firmato un contratto di esclusiva con il marchio internazionale di vendita al dettaglio cileno Ripley.
Dal 2019 ha iniziato a rappresentare il marchio Benetton in qualità di ambasciatrice. Inoltre, nel 2020 ha collaborato con l'azienda di abbigliamento statunitense Fashion Nova, promuovendo i loro capi attraverso il social network Instagram. Nell'ottobre 2020 ha presentato insieme a NikeWomen Icon Clash, una collezione che fonde lo sport con lo stile.

## Vita privata
Emilia dal al 2018 ha avuto una relazione con il cantante uruguaiano Fer Vázquez, dopo aver fatto parte del gruppo Rombai. Nel 2021 ha annunciato la sua relazione con il rapper argentino Duki.

## Discografia

### Album in studio
- 2022 – Tú crees en mí?
- 2023 – MP3

### Album dal vivo
- 2022 – Emilia en vivo

## Tournée

### Artista principale
- ¿Tú crees en mí? Tour (2022)
- 2023 Tour (2023)
- .mp3 Tour (2024)

### Artista d'apertura
- Kisses Tour di Anitta (2019)
- Yatra Yatra Tour di Sebastián Yatra (2019)

## Filmografia

### Televisione
- Intrecci del passato (Entrelazados) – serie TV (dal 2021)

## Programmi televisivi
- La Voz: El Regreso – reality, 8 puntate (telefe.com, 2021) - coach
- La Voz Argentina – reality, 8 puntate (Telefe, 2021) - coach
- Festival Internacional de la Canción de Viña del Mar – festival (Star+, 2022) - giurata

## Riconoscimenti
- Heat Latin Music Awards
  - 2021 - Candidatura come miglior artista emergente
  - 2022 - Candidatura come miglior artista femminile
  - 2022 - Candidatura come Best Artist - Southern Region
  - 2023 - Candidatura come miglior artista femminile
  - 2023 - Candidatura come Best Artist - Southern Region
  - 2023 - Candidatura come Best Artist South Region
  - 2024 - Candidatura come miglior collaborazione per Los del Espacio
- Latin Grammy Awards
  - 2024 - Candidatura come miglior album Pop Vocal per .MP3
- Latin Music Italian Awards
  - 2019 - Candidatura come miglior artista latina emergente
- Los 40 Music Awards
  - 2022 - Candidatura come miglior artista emergente
- Lo Nuestro Awards
  - 2021 - Candidatura come miglior artista femminile emergente
  - 2022 - Candidatura come miglior artista femminile Urban
  - 2024 - Candidatura come artista femminile Pop dell'anno
  - 2024 - Candidatura come canzone Urban/Pop dell'anno per No Se Ve
  - 2024 - Candidatura come collaborazione Urban/Pop dell'anno per Tu Recuerdo
- MTV Europe Music Awards
  - 2024 - Candidatura come Best Latin America South Act
- MTV MIAW Awards
  - 2022 - Candidatura come Argentine Artist
  - 2023 - Candidatura come Celebrity Crush
  - 2023 - Candidatura come Couple Goals (con Duki)
  - 2023 - Collaborazione dell'anno per Los del Espacio
  - 2024 - Candidatura come Pop Explosion
  - 2024 - Candidatura come Crack Artist
  - 2024 - Candidatura come "La Patrona" of the Year
- Premios Buenos Aires Music Video Fest
  - 2020 - Candidatura come Favorite Video per Billion
  - 2020 - Favorite Video per Histeriqueo
  - 2020 - Candidatura come Vertical Video per Policía
- Premios Gardel
  - 2023 - Candidatura come miglior album pop per Tú Crees en Mí?
  - 2024 - Candidatura come album dell'anno per .MP3
  - 2024 - MIglior album Urban Pop per .MP3
  - 2024 - Candidatura come canzone dell'anno per La Original
  - 2024 - Candidatura come canzone dell'anno per Los del Espacio
  - 2024 - Candidatura come miglior canzone Urban per Los del Espacio
  - 2024 - MIglior collaborazione Urban per Los del Espacio
  - 2024 - Candidatura come registrazione dell'anno per Los del Espacio
  - 2024 - Candidatura come registrazione dell'anno per La Original
  - 2024 - Candidatura come collaborazione dell'anno per La Original
  - 2024 - Candidatura come miglior canzone Urban Pop per La Original
  - 2024 - Candidatura come miglior video musicale per La Original
  - 2024 - Candidatura come miglior canzone Urban per En la Intimidad
- Premios Juventud
  - 2020 - Candidatura come miglior artista femminile emergente
  - 2022 - Candidatura come miglior artista femminile emergente
  - 2022 - Candidatura come miglior canzone di una coppia per Esto Recién Empieza
  - 2022 - Candidatura come Best Social Media Power Couple (con Duki)
  - 2022 - Candidatura come Trendiest Artist
  - 2023 - Candidatura come miglior artista femminile emergente
  - 2023 - Candidatura come Girl Power per Intoxicao
  - 2023 - Candidatura come miglior collaborazione Pop/Urban per Tu Recuerdo
  - 2023 - Candidatura come miglior album Pop/Urban per Tú Crees en Mí?
  - 2023 - Candidatura come My Favorite Trendsetter
  - 2024 - Candidatura come Girl Power per La Original
  - 2024 - Candidatura come miglior canzone dance per La Original
  - 2024 - Candidatura come miglior album Pop/Urban per .MP3
- Premios Odeón
  - 2024 - Miglior artista latina emergente
- Premios Tu Música Urbano
  - 2020 - Candidatura come miglior artista femminile emergente
  - 2022 - Candidatura come miglior artista femminile emergente
  - 2022 - Candidatura come video dell'anno per Como Si No Importara
  - 2023 - Candidatura come miglior artista femminile emergente
  - 2023 - Candidatura come album dell'anno di un artista emergente per Tú Crees en Mí?